# Quarzfeinstaub
Als Quarzfeinstaub wird im Immissionsschutz die alveolengängige Fraktion des kristallinen Siliciumdioxids in den Modifikationen Quarz und Cristobalit bezeichnet. Im Arbeitsschutz wird auch noch die alveolengängige Fraktion des Tridymits hinzugezählt. Quarzfeinstaub wird in der Fachliteratur auch als PM4 geführt.

## Bedeutung
Durch Quarzfeinstaub können beim Menschen Silikose, chronisch obstruktive Lungenerkrankung (COPD) und Lungenkrebs hervorgerufen werden. Weitere mögliche Erkrankungen sind chronische Bronchitis, Sklerodermie und rheumatoide Arthritis. Bei Cristobalit oder Tridymit wird ein besonders hohes Risiko für die Entstehung einer Silikose vermutet. Um die Berufskrankheit Silikose zu vermeiden und das Risiko, an Lungenkrebs zu erkranken, zu senken, wurde im Jahr 2006 durch die Sozialpartner der Hersteller und industriellen Verarbeiter ein Abkommen über den Gesundheitsschutz der Arbeitnehmer geschlossen. Erste MAK-Werte wurden 1971 veröffentlicht. 1999 wurde von der Senatskommission zur Prüfung gesundheitsschädlicher Arbeitsstoffe der Deutschen Forschungsgemeinschaft die krebserzeugende Wirkung des alveolengängigen Anteils dreier kristallinen Formen des Siliciumdioxids festgestellt. Laut Umweltbundesamt ist Quarzfeinstaub als krebserzeugender Stoff der Klasse III der Nr. 5.2.7.1.1 der TA Luft zuzuordnen.
Quarzfeinstaub führt allein im Bereich der Berufsgenossenschaft der Bauwirtschaft jährlich zu ungefähr 20 Todesfällen und 100 anerkannten Atemwegserkrankungen. In der Schweiz wurden zwischen 2005 und 2014 von der Schweizerischen Unfallversicherungsanstalt 179 Silikosen als quarzstaubbedingte Berufskrankheit anerkannt, davon 178 Männer und eine Frau. Die meisten Erkrankten waren in der Stein-verarbeitenden Industrie tätig.

## Herkunft und Entstehung
Quarzstaub und Quarzfeinstaub entstehen insbesondere bei Abbau und Verarbeitung quarzhaltiger Materialien. Dazu zählen neben dem Bergbau sowie der Glas- und Keramik-Industrie auch Gießereien. Quarzstaub wird aber auch durch die Landwirtschaft freigesetzt und kann durch Windverwehungen verbreitet werden.
Ebenso werden bei Handhabung und Umschlag quarzfeinstaubhaltiger Produkte entsprechende Stäube freigesetzt. Eine Aussage über das Staubungsverhalten anhand der Korngrößenverteilung kann aber nicht getroffen werden.

## Größendefinition
In der Fachliteratur ist die Größendefinition uneinheitlich. Während teilweise davon ausgegangen wird, dass die zur Charakterisierung von Quarzfeinstaub verwendete Bezeichnung PM4 analog zu den Bezeichnungen PM10 und PM2,5 festlegt, dass bei einem aerodynamischen Durchmesser von 4 µm eine Abscheidewirksamkeit von 50 % vorliegen muss, wird an anderen Stellen beschrieben, dass der aerodynamische Durchmesser von Quarzfeinstaub kleiner oder gleich 4 µm ist.

## Messtechnische Erfassung
Die messtechnische Erfassung von Quarzfeinstaub-Emissionen erfolgt mittels Impaktionsmethode. In einem zweistufigen Kaskadenimpaktor, der mit Trennstufen für PM10 und PM4 ausgestattet ist, wird die Fraktion analysiert, die auf dem Endfilter abgeschieden wird. Zur Massenbestimmung auf dem Endfilter werden Röntgendiffraktometer oder Infrarotspektroskope verwendet.
Die Trennstufen dienen nur zur Abtrennung gröberer Partikel. Die dort gesammelten Fraktionen werden verworfen. Erfasst und bewertet werden nur die Modifikationen Quarz und Cristobalit. Querempfindlichkeiten können auftreten, wenn mineralische Beimengungen wie beispielsweise Orthoklas oder Albit vorliegen.